# Карелия (историческая провинция Финляндии)
Каре́лия (фин. Karjala, швед. Karelen) — в средние века самая восточная историческая провинция Финляндии в составе Швеции. Находилась в Западной Карелии, которая на протяжении второго тысячелетия находилась под религиозным и политическим контролем северно- и центральноевропейских государств. Часть исторической территории расселения карелов. Как и другие исторические провинции существовала до 1634 года, когда было введено новое административно-территориальное деление на лены (ляани, губернии).

## История
Ореховский мир 1323 года, впервые установивший границы между Новгородской землёй и Шведским королевством, разделил Карелию. Западная часть населённых карелами земель (финская Карелия (фин. Suomen Karjala) отошла к Швеции, а восточная (русская Карелия) — к Новгородской земле (впоследствии управлялась Новгородской республикой и последующими русскими государствами с XII века).
По Столбовскому миру 1617 года Русское царство отказалось от претензий на Карельскую землю.
В 1721 году после Северной войны по условиям Ништадтского мирного договора восточная часть Карелии, включая Карельский перешеек, отошла к Русскому царству, объявленному в том же году Российской империей.
В 1809 году по условиям Фридрихсгамского мирного договора вся Финляндия, и в том числе западная часть Карелии, была присоединена к Российской империи как Великое княжество Финляндское. В 1811 году Выборгская губерния Российской империи с центром в Выборге была передана в состав недавно включённого в состав империи Финляндского княжества.
В 1918 году, после падения Российской империи и свержении временного правительства Российской республики, в границах Великого княжества Финляндского возникло новое государство Финляндия.
По итогам советско-финской войны 1939−1940 гг. Карельский перешеек и Северное Приладожье были присоединены к СССР. В 1941—1944 годах в ходе Советско-финской войны 1941—1944 годов армия Финляндии заняла восточную часть Карелии, однако после завершения войны 19 сентября 1944 года, согласно заключённому Московскому перемирию, было восстановлено действие Московского договора 1940 года — та же часть Карелии снова отошла к СССР.
Неоднократные эвакуации местного населения, проводимые со стороны финских властей, выселения и депортации, осуществляемые советской стороной, в том числе переселение на территорию Карельского перешейка жителей из центральных областей России, привели к полному уничтожению хуторного хозяйства и традиционной для этих мест системы землепользования, а также ликвидации остатков материальной и духовной культуры карельского этноса на Карельском перешейке.
В современной Финляндии на территории исторической провинции существуют провинции Южная Карелия и Северная Карелия.

## Карты

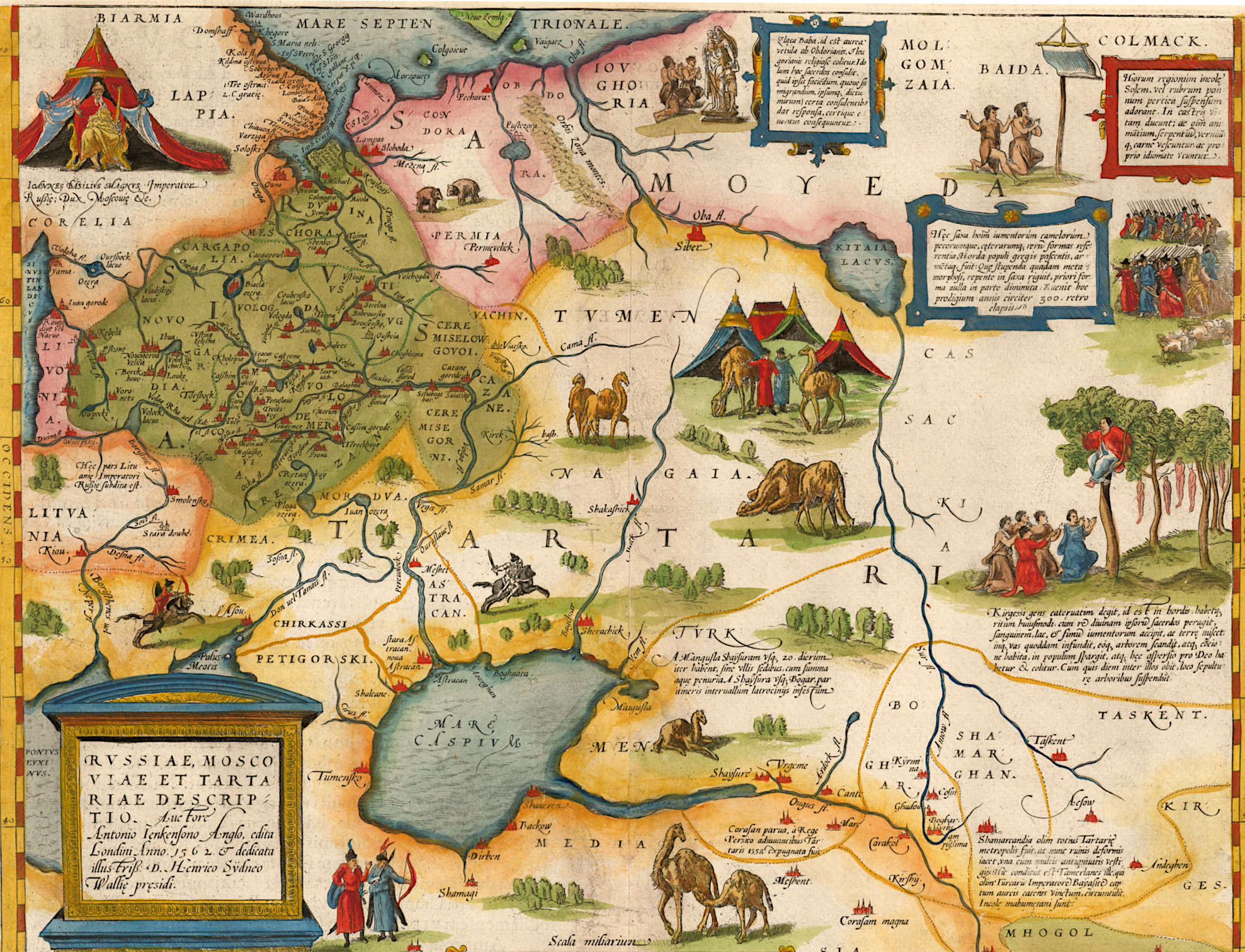
Карелия на карте европейской части Царства русского 1575 года из Theatrum Orbis Terrarum
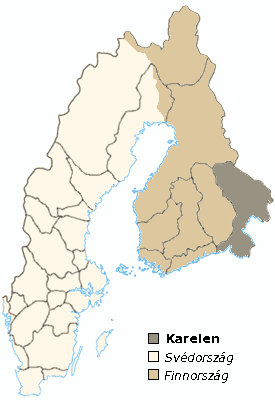
Провинция Карелия на карте Финляндии в составе Шведского королевства с 1617 по 1809 год
Финская Карелия до 1940 года (светло-синим выделена часть, отошедшая к СССР)
Часть Карелии на карте современной Финляндии (отмечена синим)